# Alsager
Alsager – miasto i civil parish w Wielkiej Brytanii, w Anglii, w regionie North West England, w hrabstwie Cheshire, w dystrykcie (unitary authority) Cheshire East. W 2011 roku civil parish liczyła 11 775 mieszkańców. Alsager było małą rolniczą wioską aż do XIX wieku, gdy nastąpił rozwój kolei, miejscowość stała się znana z wyrobu ceramiki. 
W centrum miasta znajduje się jezioro Alsager.
W Alsager znajdują się dwa zabytkowe kościoły: Chrystusa z 1789 roku i Świętej Marii Magdaleny z 1898 roku. Alsager jest wspomniana w Domesday Book (1086) jako Eleacier.
W tym mieście ma swą siedzibę klub piłkarski - Alsager Town F.C. oraz krykietowy - Alsager Cricket Club.